# Marie und die Dinge des Lebens
Marie und die Dinge des Lebens (niederl. Originaltitel:  Mare en de dingen) ist ein Bilderbuch von Tine Mortier und Kaatje Vermeire, die das Buch illustrierte. Die niederländische Originalausgabe des Buches erschien 2010 unter dem Titel  Mare en de dingen beim kleinen, unabhängigen De-Eenhoorn-Verlag. 2014 wurde die deutsche Übersetzung unter dem Titel Marie und die Dinge des Lebens bei Bohem Press veröffentlicht. Marie und die Dinge des Lebens ist ein Bilderbuch über das Leben, das Altern, den Tod und die besondere Beziehung zwischen Enkeln und Großeltern.

## Inhalt
Marie kommt schon ungeduldig auf die Welt – sie kann es gar nicht erwarten, endlich zu leben. Ihre Großmama, mit der sie eine sehr enge Beziehung hat, wird Maries beste Freundin. Sie erzählen sich gegenseitig Geschichten, sausen zusammen durch den Garten, klettern in den Kirschbaum und teilen eine Leidenschaft für Kekse. Doch dann hat Maries Oma einen Unfall und verliert ihre Worte. Anstatt mit Marie zu spielen, verbringt sie nun den ganzen Tag damit, auf den Fernseher zu starren. Nur langsam findet sie ihre Sprache, die allerdings für die meisten unverständlich bleibt, wieder. Marie ist die Einzige, die sie versteht.
Als Maries Opa eines Tages unerwartet verstirbt, trauert ihre Großmutter und möchte ihren Mann ein letztes Mal sehen. Dank Maries Hartnäckigkeit finden sie gegen alle Widerstände der Krankenschwestern einen Weg und ihre Großmama kann sich von ihrem Mann verabschieden.

## Rezeption
Die Lippische Landeszeitung hat das Bilderbuch besprochen. Kaatje Vermeire wurde für die Illustrationen zur niederländischsprachigen Originalausgabe 2010 mit dem Grote Prijs Picturale ausgezeichnet. 2011 wurde das Buch mit dem White Raven der Internationalen Jugendbibliothek ausgezeichnet. Die deutsche Übersetzung wurde für Januar 2015 unter die sieben besten Kinderbücher des Deutschlandfunks gewählt. 2015 wurde es von der österreichischen Jury der jungen Leser für den Bilderbuchpreis nominiert.